# Microlenecamptus
Microlenecamptus is een kevergeslacht uit de familie van de boktorren (Cerambycidae). De wetenschappelijke naam van het geslacht werd voor het eerst geldig gepubliceerd in 1925 door Pic.

## Soorten
Microlenecamptus omvat de volgende soorten:
- Microlenecamptus albonotatus (Pic, 1925)
- Microlenecamptus biocellatus (Schwarzer, 1925)
- Microlenecamptus nakabayashii Takakuwa, 1992
- Microlenecamptus obsoletus (Fairmaire, 1888)
- Microlenecamptus sexmaculatus Murzin, 1988
- Microlenecamptus signatus (Aurivillius, 1914)